# Naglas
Naglas [naglàs] je fonološka kategorija, ki določa prominentnost oz. nadrejenost določenega zloga v besedi oziroma besedni zvezi.
Naglas je jezikovni izraz, ki pomeni način intoniranja besede ali besedne zveze s spreminjanjem enot prozodije (mor) ali melodije zlogovnih fonemov v višini. Treba ga je razlikovati od tonskega naglasa. Višina zvoka je lahko pomembna. Zgledi japonskega naglasa so: »rob« (端, hashi), »jedilni palčki« (箸, [ха↓си] Napaka: {{Transl}}: transliteration text not Latin script (pos $1) (pomoč)) in »most« (橋, hashi↓). Glasbeni poudarek je prisoten v nekaterih skandinavskih, južnoslovanskih jezikih, v stari grščini, vedskem sanskrtu, japonščini, korejščini in tudi šanghajskem narečju jezika vu.

## Eno- in večglasnice
Načeloma velja, da je primarni naglas natanko eden v vsaki besedi, medtem ko slovenska jezikoslovna znanost uči, da obstajajo tudi besede z več naglasi (t. i. večnaglasnice), npr. živinozdravnik, slovenskokoroški, avtocesta, ali brez naglasa (t. i. breznaglasnice oz. klitike, tudi naslonke), npr. smo, ga, bo, že. 

## Mesto naglasa
Naglas je skupaj s kvantiteto in tonom ena od t. i. nadsegmentnih oziroma prozodičnih značilnosti. V slovenščini naglas ni omejen glede na mesto v besedi in ni predvidljiv. Naglasa se v slovenščini nauči skupaj z besedo oziroma njenim pomenom. Neomejenost naglasa se najde tudi v angleščini, ruščini, ukrajinščini, italijanščini, nemščini itd. 
Obstajajo pa jeziki, kjer je naglas omejen, npr. v latinščini je lahko kvečjemu na predzadnjem ali predpredzadnjem zlogu, v hrvaščini ne more biti na zadnjem, razen v enozložnicah, v francoščini samo na zadnjem zlogu, v češčini, slovaščini, lužiški srbščini, madžarščini samo na prvem, v makedonščini samo na predpredzadnjem zlogu, v poljščini samo na predzadnjem. 

## Tipi naglasa
Poleg t. i. primarnega naglasa, obstajajo tudi sekundarni, terciarni, kvartarni itd. naglasi, v nekaterih jezikih pa se naglas organizira ritmično (najpogosteje trohejsko ali jambsko). Fonetično se naglas realizira kot kombinacija jakosti, osnovne frekvence, trajanja in spektralnih značilnosti.

## Naglasna znamenja
- ostrivec ( ´ ), npr. réka
- krativec ( ` ), npr. nìt
- strešica ( ˆ ), npr. nôga